# Afua (cratère)
Pour les articles homonymes, voir Afua.
Afua est un cratère de la planète Vénus situé à une latitude de 15,5° et une longitude de 124°. Son diamètre est de 10 kilomètres . L'origine de son nom est un prénom féminin usuel en langue akan .